# صخور ليانكورت

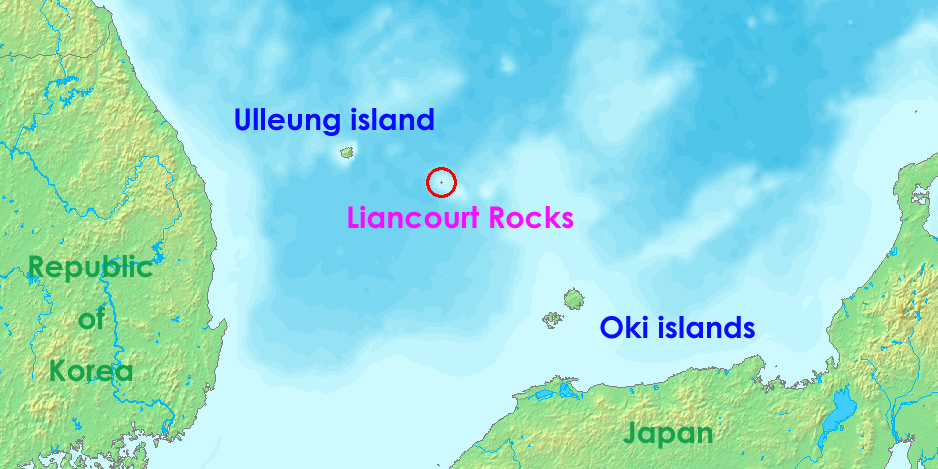
موقع صخرة ليانكورت مابين كوريا الجنوبية واليابان

صخور ليناكورت (بالإنجليزية: Liancourt Rocks)، أما التسمية الرسمية للحكومة الكورية الجنوبية هي جزيرة دوكدو ((الكورية: 독도))، والتسمية اليابانية جزيرة تاكيشيما ((باليابانية: たけしま/竹島)).

## الموقع
تقع الجزيرة وسط بحر الشرق الكوري أو بحر اليابان، على مسافة شبه متساوية بين الأراضي الكورية الجنوبية التي تقع غرب الجزيرة والأراضي اليابانية التي تقع شرق الجزيرة، وهي القضية التي لم تنته سياسياً بين اليابان و كوريا الجنوبية حتى الآن.

## تاريخ
أغلب الوثائق التاريخية التي تثبت أحقية ملكية الجزيرة تعود للكوريين، إلا أنه وفي عام 1905 تمّ ضم جزيرة دوكدو للإمبراطورية اليابانية، وفي عام 1954م أصدر الرئيس الكوري الجنوبي سيانجمان ري قراراً بإعادة جزيرة دوكدو لتكون جزءاً من الأراضي الكورية، وإلى الآن ما زالت اليابان تطالب بعودة تلك الجزيرة.
أما في الوقت الحالي فإن صخور ليناكورت يتم الاعتراف بها من قبل قوات التحالف على أنها جزءٌ من جمهورية كوريا وهي تتبع لمقاطعة أوليونج الكورية.

## وصلات خارجية
- Takeshima (Shimane Prefectural Government, Japan)
- Dokdo Research Institute نسخة محفوظة 21 يوليو 2008 على موقع واي باك مشين. (Korea)
- جزيرة دوكدو - وزارة الخارجية الكورية "اللغة العربية"
- Mark Selden, Small Islets, Enduring Conflict: Dokdo, Korea-Japan Colonial Legacy and the United States, The Asia-Pacific Journal Vol 9, Issue 17, No 2, April 25, 2011.